# Чусовское Озеро (посёлок)
Чусовско́е О́зеро — посёлок в составе муниципального образования «город Екатеринбург» в Свердловской области России, подчинён Верх-Исетскому району города Екатеринбурга. Площадь поселка составляет 1,481 кв.км.

## Географическое положение
Посёлок расположен к востоку от Срединного Уральского хребта, на восточном склоне Среднего Урала в лесопарковой зоне города Екатеринбурга, в нескольких километрах к юго-западу от города на берегу озера Чусового. Расстояние до Центра Екатеринбурга (напрямую) — 20 км, до ближайшей железнодорожной станции Решёты (в посёлке Решёты) — 9,5 км. Ближайшие населённые пункты — Екатеринбург, Медный и Верхнемакарово.

## Инфраструктура
Застройка в посёлке преимущественно частная (в том числе коттеджный посёлок «Чусовское озеро»), имеется четыре муниципальных городских многоквартирных дома: два пятиэтажных и два малоэтажных. В посёлке находятся медицинский реабилитационный центр (областной специализированный центр медицинской реабилитации) «Озеро Чусовское» и лесничий кордон «Берёзовый Ключ», а также в окрестностях расположено несколько коллективных садов. В посёлке работают сельский клуб с библиотекой, фельдшерско-акушерский пункт, детский комбинат (детсад), почтовое отделение и два магазина. Также при реабилитационном медицинском центре есть бассейн и имеется небольшой местный музей. В посёлке находится действующий православный храм Рождества Пресвятой Божией Матери. Промышленных предприятий в посёлке нет, в посёлке работает архитектурное бюро. Жители трудоустроены в Екатеринбурге, работают в социальных учреждениях посёлка, занимаются сельским хозяйством и лесозаготовками.
Из Екатеринбурга до посёлка курсирует городской автобус № 95 (до 1 сентября 2012 г. был № 195) «Институт связи — Посёлок Чусовское Озеро». Также до посёлка можно доехать на городском такси или личным автотранспортом.

## История
На берегу озера археологи обнаружили несколько стоянок первобытного человека (в настоящее время часть этих находок можно видеть в музее центра медицинской реабилитации). С начала XVIII века и до революции на озере существовал женский старообрядческий скит. В 1940-х годах построены лечебные учреждения, в 60-х годах действовал санаторий для больных туберкулёзом. В 1999 году на развалинах санатория была заново отстроена и открыта областная больница восстановительного лечения «Озеро Чусовское». С 2009 года больница была переименована в государственное автономное учреждение здравоохранения Свердловской области «Областной специализированный центр медицинской реабилитации „Озеро Чусовское“». Специализация центра — реабилитация пациентов после кардиохирургических и нейрохирургических операций.
До включения в состав МО «город Екатеринбург» посёлок Чусовское Озеро был центром Чусовского сельсовета города Свердловска.

## Население
По переписи 2010 года в посёлке проживало 676 человек, в том числе 328 мужчин и 348 женщин.
Преобладающая национальность (на 2002 год) — русские (93 %).
Долговременная динамика численности населения:
| 2002 | 2009 | 2010 | 2021 |
| ---- | ---- | ---- | ---- |
| 548  | ↗713 | ↘676 | ↘616 |